# Komet McNaught
Komet McNaught ali C/2006 P1 ali Veliki komet iz leta 2007 je neperiodični komet, ki ga odkril škotsko-avstralski astronom Robert H. McNaught (rojen 1956) .
To je bil najsvetlejši komet v zadnjih 40 letih. Opazovalci na južni polobli so ga lahko zelo dobro videli tudi s prostim očesom v januarju in februarju leta 2007. Njegova največja magnituda je bila -6 in je bil drugi najsvetlejši komet od leta 1935 .
Po prehodu prisončja (12. januar) je bil viden celo pri dnevni svetlobi po celem svetu. Njegov rep je meril 35° v dolžino .

## Odkritje
Komet je odkril 7. avgusta 2006 Robert H. McNaught na CCD plošči med običajnim opazovanjem v programu Siding Spring Survey. Komet se je nahajal v ozvezdju Kačenosca (Ophiuchus). Takrat je imel magnitudo +17. Od avgusta do novembra 2006 so komet spremljali kako se je pomikal iz ozvezdja Kačenosca v ozvezdje Škorpijona. Njegova magnitude se je povečala na +9, kar je bilo še vedno premalo, da bi se videl s prostim očesom . V decembru je komet izginil v siju Sonca.
Ko so ga ponovno videli, je postajal vse svetlejši, v začetku januarja 2007 so ga lahko že videli s prostim očesom. Za opazovalce na severni polobli je bil viden v ozvezdju Strelca in okoliških ozvezdij. prisončje je dosegel 12. januarja na razdalji 0,17 a.e. od Sonca .
To je že bilo tako blizu Sonca, da ga je lahko opazoval tudi vesoljski observatorij SOHO. Komet je prišel v vidno polje observatorija SOHO 12. januarja. Lahko se ga je opazovalo tudi na internetu. Iz vidnega polja satelita je komet odšel 16. januarja. Ker je bil komet zelo blizu Sonca, so opazovalci na severni polobli lahko opazovali komet zelo kratek čas. Videli so ga samo v svetlem obdobju mraka. 
Komet je prišel v prisončje 12. januarja in je postal najsvetlejši komet po kometu Komet Ikeya-Seki v letu 1965. Komet so pričeli prištevati med Velike komete. 13. in 14. januarja je dosegel največjo navidezno magnitudo -6,0 .
Komet je bil od 12. do 14. januarja viden pri dnevni svetlobi med 5 in 10° jugozahodno od Sonca, največjo svetlost je imel -5,5 . Zemlji je bil najbliže 15. januarja 2007 na razdalji 0,82 a.e. .
Po prehodu mimo Sonca je postal viden na južni polobli. V Avstraliji je dosegel največjo svetlost 14. januarja takoj po Sončevem zahodu , ko je bil viden 23 minut. 15. januarja so ga opazovali na Observatoriju Perth in so ocenili njegovo navidezno magnitudo -4,0 . 
Svetlost kometa je počasi slabela. Sedaj ga vidijo lahko še samo z zelo velikimi teleskopi v ozvezdju Oktanta (Octans) 

## Sonda Ulysses
Vesoljska sonda Ulysses je nepričakovano letela 3. februarja 2007 skozi rep kometa McNaught .
Gibanje skozi rep se je zgodilo na oddaljenosti 256 milijonov km od jedra kometa. Naprave na sondi so zaznale zelo komplicirano sestavo okolja. 
Naprava Spektrometer za ionsko sestavo sončevega vetra (SWICS ali The Solar Wind Ion Composition Spectrometer) je merila hitrost delcev v repu in v Sončevem vetru. Pri tem je zaznala nepričakovane ione v kometovem repu, ki so imeli močan vpliv na Sončev veter. Prvič so tudi opazili kisikove ione O3+ v bližini kometa. To pomeni, da ionom iz Sončevega vetra najprej manjka nekaj elektronov, ki pa so jih pri prehodu repa pridobili nazaj. 
Naprava SWICS je te pojave zaznala 256 milijonov km od kometovega jedra. Drugo odkritje je bilo v tem, da so opazili, da je rep zmanjšal hitrost Sončevega vetra skoraj na polovico. Normalno ime Sončev veter hitrost okoli 700 km/s, v kometovem repu pa je imel samo okoli 400 km/s

## Galerija posnetkov kometa
- Posnetki kometa McNaught v januarju 2007
- Posnetek kometa nad Isladijo 9. januarja.
- Po zahodu Sonca v Perthu, Avstralija 16. januarja
- Nad Perthom, Avstralija 17. januarja
- Posnetek kometa Mcnaught 19. januarja iz gore Signal Hill, Cape Town 19. januarja. Na levi se vidi silhueta gore Levja glava, na desni strani zahaja Venera nad Atlantskim oceanom.
- Posnetek kometa iz  predmestja Canberre Red Hill, 21. januarja
- Komet McNaught pri dnevni svetlobi, ko je bil viden tudi s prostim očesom. Posneto 13. januarja kraju Gais v Švici.
- Komet nad Cape Townom, Južna Afrika okoli 20. januarja
- Posnetek kometa Mc Naught na Pacifikom kot se je videl iz Observatorija Paranal
- Komet McNaught posnet v Južni Afriki.